# Kirche Wustrow

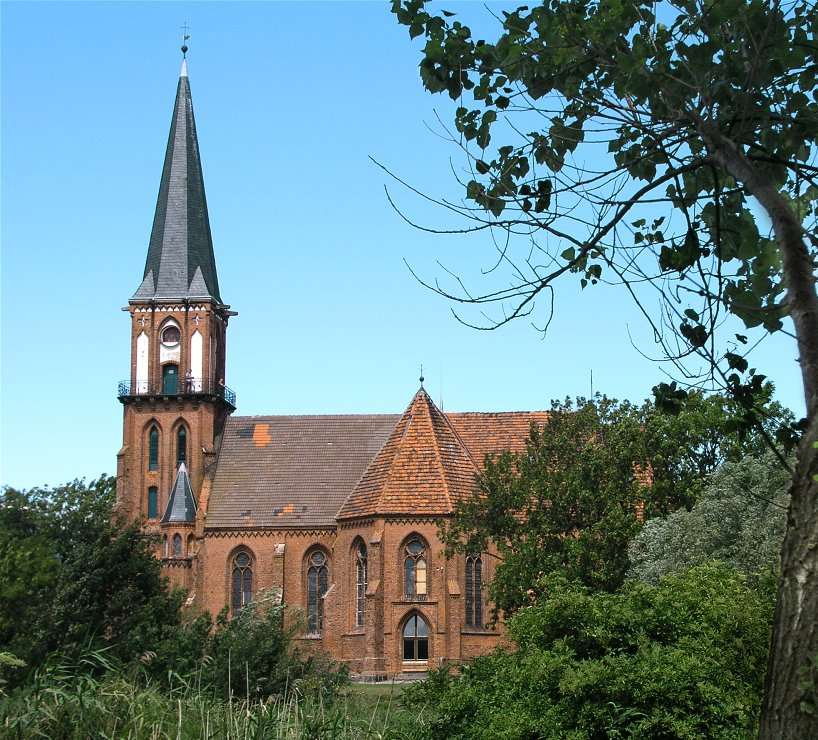
Wustrower Kirche von Süden aus gesehen

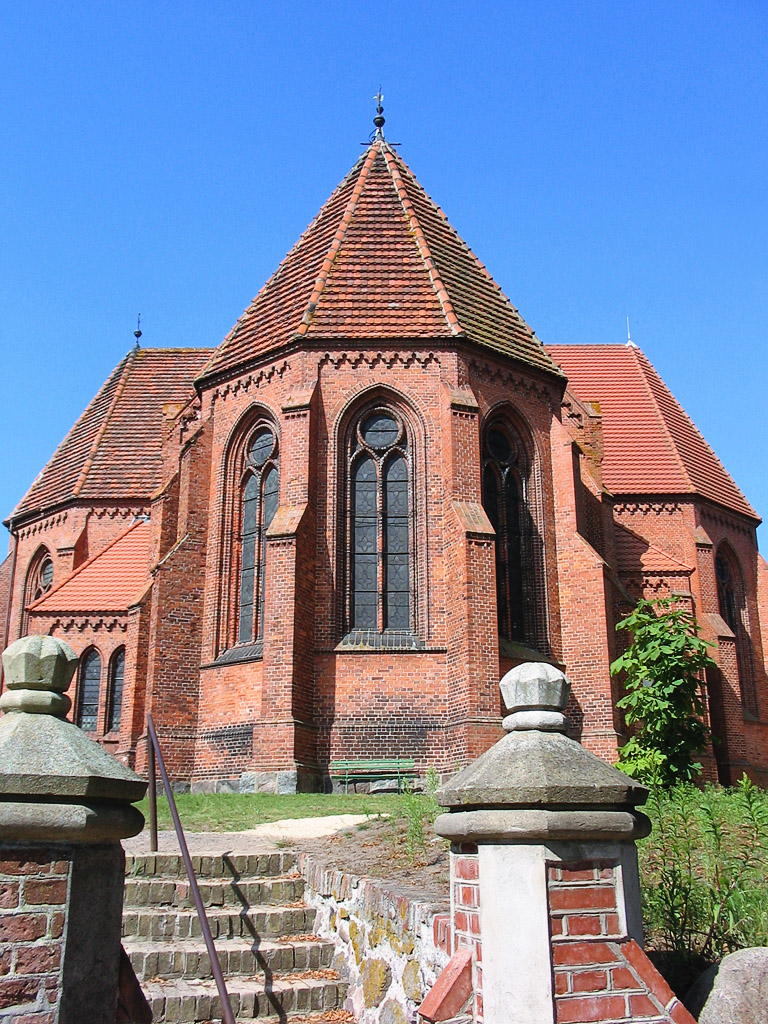
Wustrower Kirche vom Chor aus gesehen

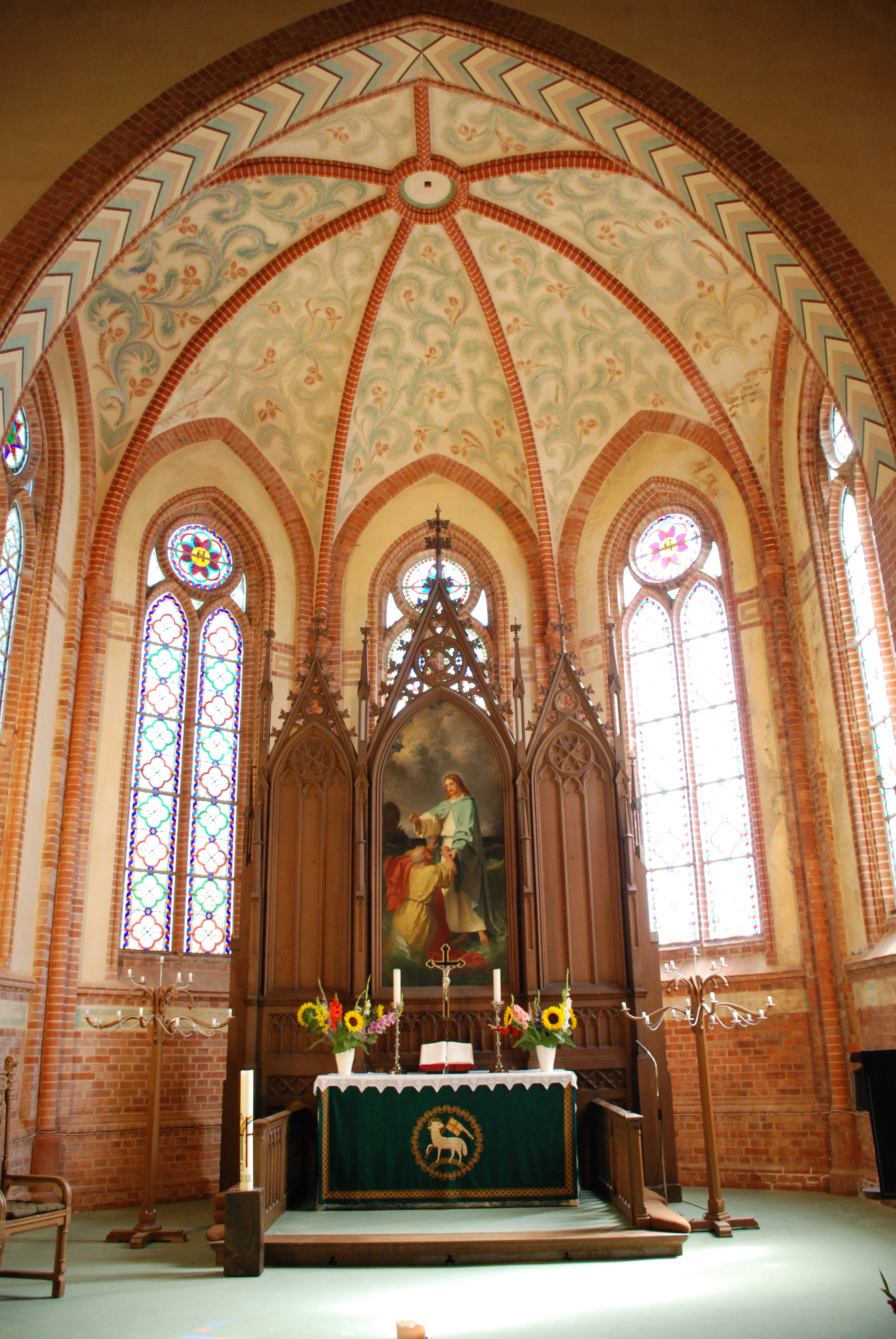
Blick in den Altarraum

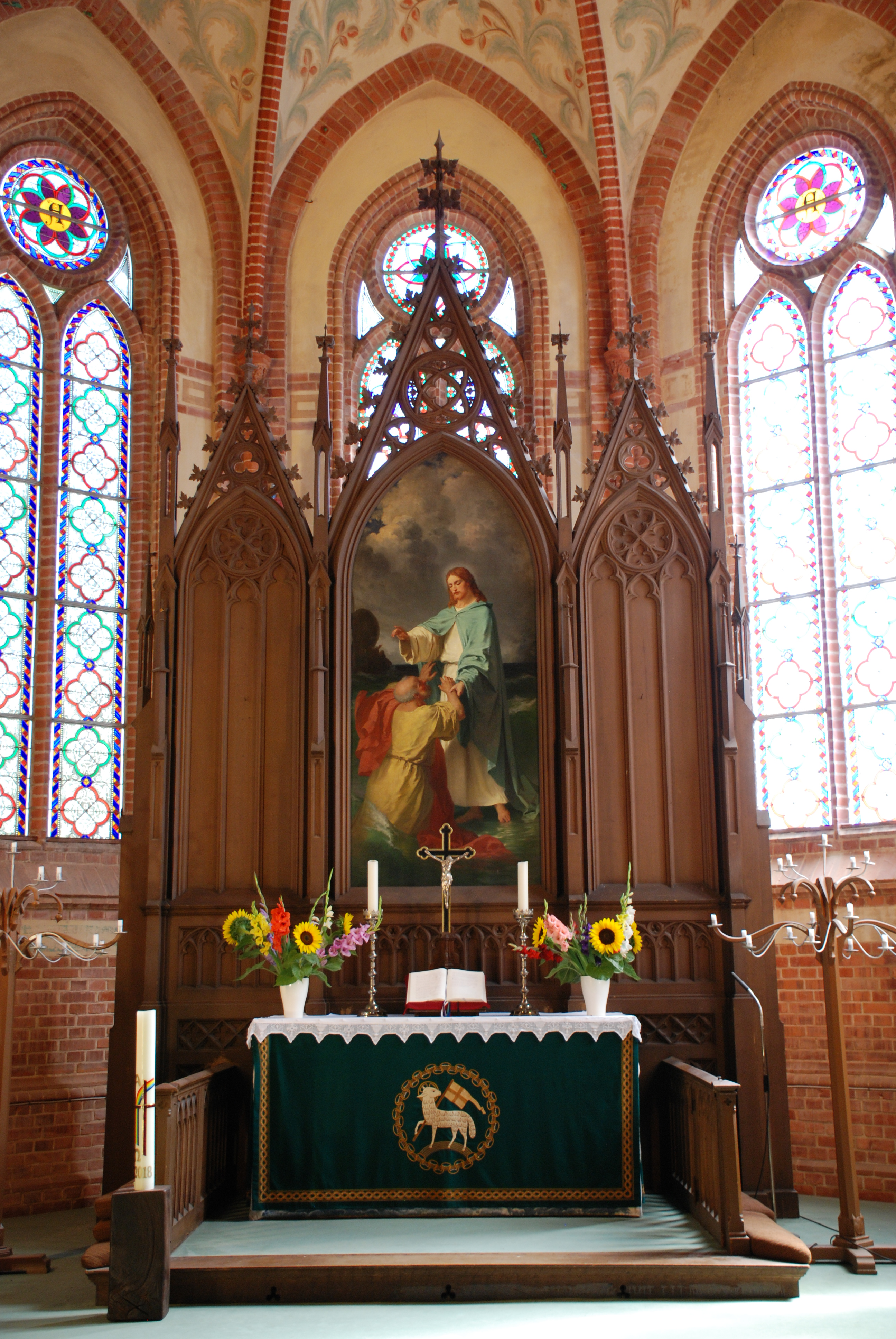
Altar

Die Kirche Wustrow ist die Kirche der evangelisch-lutherischen Kirchengemeinde des Ostseebades Wustrow auf der Halbinsel Fischland-Darß-Zingst. Sie gehört zur Propstei Rostock im Kirchenkreis Mecklenburg der Evangelisch-Lutherischen Kirche in Norddeutschland.

## Geschichte
Zur Slawenzeit befand sich in Wustrow ein Tempel für die Gottheit Swantewit. Nach der Christianisierung wurde hier im 13. Jahrhundert eine einfache Feldsteinkirche errichtet, die 1869 abgebrochen wurde. Schon vier Jahre später, am 14. September 1873, wurde die jetzige von Theodor Krüger erbaute neugotische Kirche eingeweiht.

## Bauwerk

### Äußeres
Die Kirche ist ein sorgfältig ausgeführter neugotischer Backsteinbau mit einem kreuzförmigen Grundriss. Auffällig sind die polygonal geschlossenen Querschiffarme nach der Art eines Trikonchos. Über dem Eingangsportal befindet sich eine Rosette mit dem Christogramm, den ineinander verwobenen Buchstaben X (Chi) und P (Rho). In den fünf Altarfenstern sind ebenfalls Rosetten angebracht. Sie sollen auf die Gegenwart Christi in Wort und Sakrament hinweisen.
Der 18 Meter hohe Turm der Kirche ist begehbar, von diesem ist ein weiter Rundblick über den Ort, das Fischland, den Saaler Bodden und die Ostsee möglich. Der Kirchturm war früher als Seezeichen von Bedeutung. Der freie Umgang um den Turm diente den Seefahrtsschülern der 1846 in Wustrow gegründeten Großherzoglichen Mecklenburgischen Navigationsschule dazu, das Navigieren zu üben.
Im Kirchturm hängen drei Glocken. Zwei Glocken wurden 1917 für Kriegszwecke eingeschmolzen und 1928 durch die Stiftung des Ehepaares Bernhard, zum Andenken an ihren im Ersten Weltkrieg verstorbenen Sohn, ersetzt. Von diesen bei M & O Ohlsson in Lübeck gegossenen Glocken wurde eine im Zweiten Weltkrieg wiederum eingeschmolzen, ebenso die letzte der drei ursprünglichen Glocken. Durch eine Sammlung nach dem Krieg wurden neue Glocken finanziert, die 1957 angefertigt wurden.

### Inneres
Ähnlich wie bei anderen Kirchenbauwerken von Krüger in Warin und Warnemünde ist im Innenraum nur die Apsis eingewölbt, die übrigen Decken sind als polygonal gebrochene Holzdecke mit hölzernen Konsolen und Sprengwerken gebildet.
Der dreiflüglige Holzaltar ist im neugotischen Stil gestaltet. Das Altarbild von Gustav Stever stellt die Rettung des sinkenden Petrus durch Jesus Christus dar.
Über den Emporen in der Nord- und Südseite sind zwei Votivschiffe, Schiffsmodelle, die von Seeleuten der Kirche gestiftet wurden, angebracht. Das Schiff über der Nordempore heißt Deo Gloria (Zur Ehre Gottes) und trägt die Jahreszahl 1860. Der Kapitän Saeger hat dieses Modell gebaut. Daneben hängt ein Ölgemälde „Krippenspiel der Wustrower Kinder“ der Wustrower Malerin Hedwig Jaenichen-Woermann. Das Schiff über der Südempore heißt Christiana und wurde von dem 1974 verstorbenen Fischer Emil Otto gebaut. Im Kirchenschiff befindet sich ein drittes Schiff, die Hoffnung. Alle drei Schiffe wurden in den letzten Jahren vom Stader Modellbauer Gerhard Frankenstein restauriert.
Die Kirche verfügt seit 1970 über eine neue Orgel, die von der Firma Jehmlich in Dresden gebaut wurde. Die Orgel hat 14 Register verteilt auf zwei Manuale und Pedal mit insgesamt 986 Pfeifen.